# راستی شوایکارت
راستی شوایکارت (به انگلیسی: Rusty Schweickart) فضانورد اهل کشور ایالات متحده آمریکا است که در ۲۵ اکتبر ۱۹۳۵ میلادی در نپتون، نیوجرسی زاده شد. وی در مأموریت آپولو ۹ حضور داشته‌است. وی همچنین به ایران نیز سفر کرده‌است.